# Barrage de Yahyasaray
Le barrage de Yahyasaray est un barrage de Turquie dans le district de Sarıkaya de la province de Yozgat. Ce barrage est en amont du barrage de Gelingüllü.

## Sources
- (en) www.dsi.gov.tr/tricold/yahyasar.htm Site de l'agence gouvernementale turque des travaux hydrauliques